# Colegiul Național „Eudoxiu Hurmuzachi” din Rădăuți
Colegiul Național „Eudoxiu Hurmuzachi” (fost Obergymnasium vom Radautz, înființat în 1872) este o instituție de învățământ liceal din municipiul Rădăuți, fiind una dintre cele mai vechi instituții de învățământ preuniversitar din Bucovina. Instituția poartă numele lui Eudoxiu de Hurmuzachi, membru al Academiei Române, care a luptat pentru drepturile românilor din Imperiul Habsburgic.

## Istoric

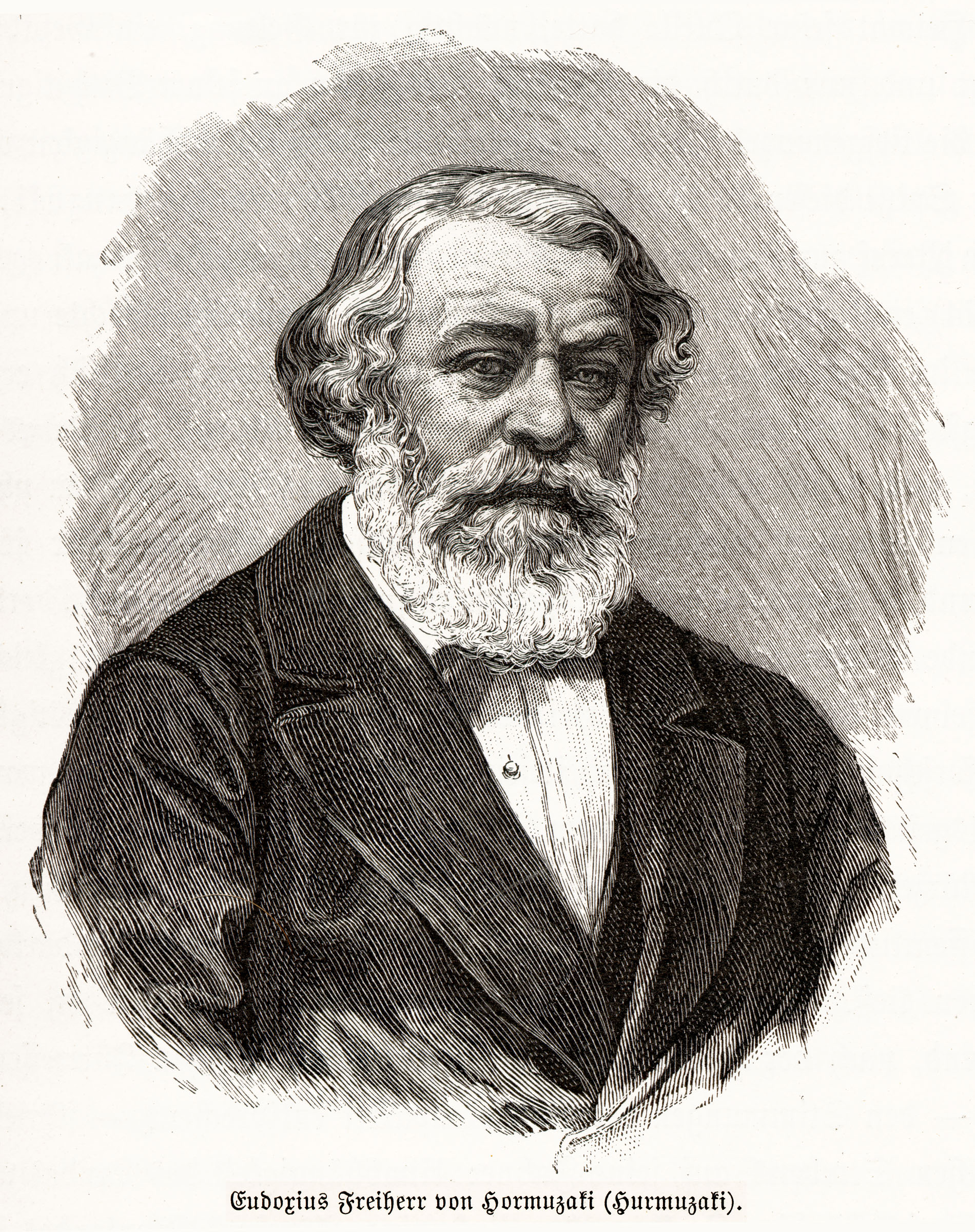
Eudoxiu de Hurmuzaki, 1873

La inițiativa prefectului județului Rădăuți, Mihai Pitei, în 1865 s-au pus bazele Consiliului Fondului Școlar pentru înființarea unei școli primare și gimnaziale. În 1871 s-a obținut decizia imperială de înființare a unui liceu real (Realgymnasium), în același an fiind emisă dispoziția ministerială de înființare a liceului din Rădăuți, cu limba de predare germană.   
La 1 noiembrie 1872 au început cursurile Gimanziului Inferior de Stat din Rădăuți, primul director fiind Ernst Rudolf Neubauer. În perioada 1872-1914, Gimnaziul din Rădăuți a avut trei directori, toți de naționalitate germană: Ernst Rudolf Neubauer (1872-1883), Heinrich Klauser (1883-1895) și Gabriel von Mor (1895-1914). Din 1881, liceul s-a întregit cu clase din cursul superior (Obergymnasium). 
În 1910 a avut loc înființarea claselor românești, precum și anunțarea concursului pentru ocuparea a două catedre cu profesori titulari români. Clasele românești au fost conduse întâi de Leonida Bodnarescu, apoi de Emanoil Isopescu. Inițial, religia ortodoxă și limba română s-au predat facultativ și numai pentru elevii ortodocși români. În data de 16 iunie 1919, secția română a fost declarată independentă, devenind oficial Liceul „Eudoxiu Hurmuzachi” din Rădăuți.
Instituția de învățământ liceal a avut un efectiv maxim de peste 1600 de elevi în anul 1962. În prezent, colegiul oferă direcții de studii cu profil teoretic și științe sociale pentru aproximativ 1000 de elevi.

## Clădirea
Consiliul Comunal Rădăuți a purtat tratative cu Ministrul Austriac al Agriculturii și a obținut în 1871, prin închiriere, spațiul Spitalului Militar al Hergheliei. Clădirea în care funcționează colegiul, construită în stil neoclasic, datează din 1863. Aceasta se află situată pe strada Bucovinei, nr. 5, fiind declarată monument istoric, cod SV-II-m-B-05605.

## Profesori notabili
- Ernst Rudolf Neubauer (1828-1890) - poet și jurnalist de origine austriacă

## Absolvenți notabili
- Erast Tarangul (1870-1938) - avocat și om politic  bucovinean
- Gheorghe Grigorovici (1871-1950) - om politic
- Ion Nistor (1876-1962) - istoric și militant unionist bucovinean
- Arcadie Dugan-Opaiț (1878-1951) - profesor
- Benedict Menkes (1904-1987) - medic și biolog
- Iulian Vesper (1908-1986) - poet, eseist, traducător
- Anton Șesan (1916-1969) - inginer și profesor
- Dimitrie Vatamaniuc (1920-2018) - jurnalist, critic și istoric literar
- Dragoș Vicol (1920-1981) - poet, prozator și dramaturg
- Florin Bucescu (1936-2019) - etnomuzicolog, bizantinolog și paleograf
- Radu Mareș (1941-2016) - prozator și ziarist
- Dorin Ieșan (1941-) - matematician
- Filimon Cârdei (1903-1971)-biolog, profesor doctor docent al UAIC.